# Taille oboa
A taille oboa vagy röviden taille a kettős nádnyelves hangszerek, ezen belül az oboa hangszercsaládjába tartozó tenor hangú, F hangolású fafúvós hangszer. A taille – hasonlóan az angolkürthöz vagy az oboa da cacciához – transzponáló hangszer. Egyenes testtel, kónikus furattal, és az oboákhoz hasonlóan nyitott korpusszal rendelkezik. A hangok lefogásáért ujjlyukak és 2 fémbillentyű felel, amelyeket általában bronzból vagy ezüstből készítettek.

## Története
A hangszer fénykorát a barokkban élte. A taille szó franciául a 16–18. században a tenorszólamot, az azt előadó énekest vagy hangszert jelölte. A taille oboa először Jean-Baptiste Lully Alcidiane (LWV 9) című balettjének zenéjében kerül partitúrára, de Johann Sebastian Bach is írt taille szólamot több kantátájába.
A taille a klasszicizmus idején elvesztette szerepét, viszont ebből a hangszerből viszonylag sok készült még ekkortájt is, főleg a 18. század elején. Ebből a korból őriz egy darabot a párizsi zenei múzeum is, a Musée de la Musique.
Ma a hagyományőrző zenekarokban tűnik fel. Az 1970-es években a Telefunken Records oboa da cacciára írt Bach műveket vett fel, ezekben a cacciát taille oboa helyettesítette. A taille oboát angolkürttel helyettesítik a hagyományos zenekarokban, vagy más tenor játékra alkalmas hangszert használnak erre a feladatra.